# 3162 Nostalgia
3162 Nostalgia eller 1980 YH är en asteroid i huvudbältet som upptäcktes den 16 december 1980 av den amerikanske astronomen Edward L.G. Bowell vid Anderson Mesa Station. Den är uppkallad efter den engelska ordet för nostalgi.
Asteroiden har en diameter på ungefär 31 kilometer.